# Bahnhof Lyon-Perrache
Der Bahnhof Lyon-Perrache ist nach dem Bahnhof Lyon-Part-Dieu der zweitwichtigste Bahnhof der französischen Metropole Lyon. Der auf gemauerten Viaduktbögen errichtete Trennungsbahnhof wurde 1857 dem Verkehr übergeben und war lange Zeit der Hauptbahnhof der Stadt.

## Lage
Der Bahnhof liegt in der Nähe des Stadtzentrums im gleichnamigen 2. Arrondissement. Seine Gleisanlagen durchschneiden die zwischen der Rhone und der Saône gelegene Halbinsel Presqu’île von Nordwesten nach Südosten, mit einem im Jahr 2000 eröffneten Abschnitt nach Süden hin, der dem Verkehr in Richtung Saint-Étienne dient. Das Empfangsgebäude befindet sich auf der Nordseite des Gleisfeldes.

## Geschichte

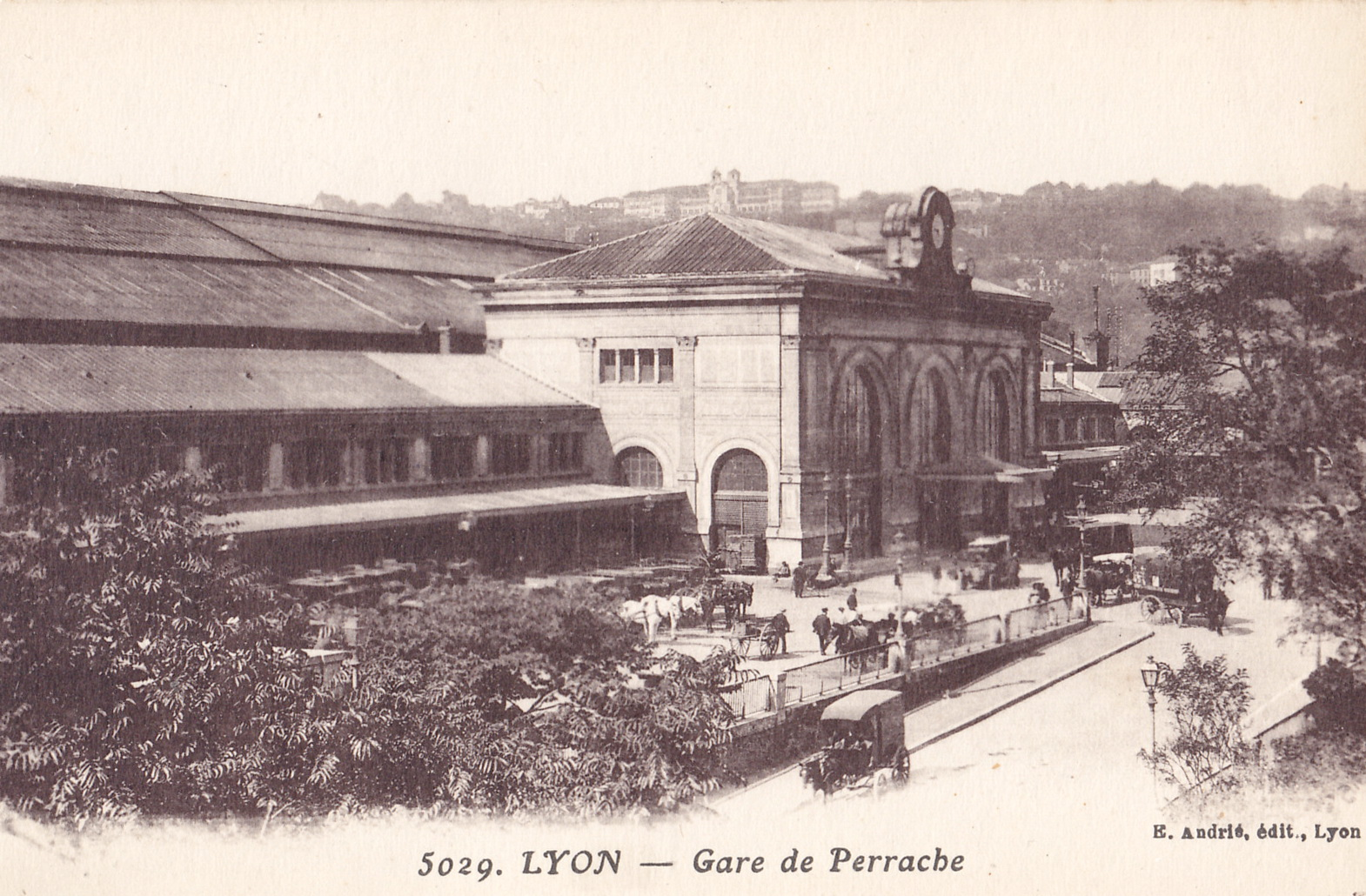
Empfangsgebäude vor 1914

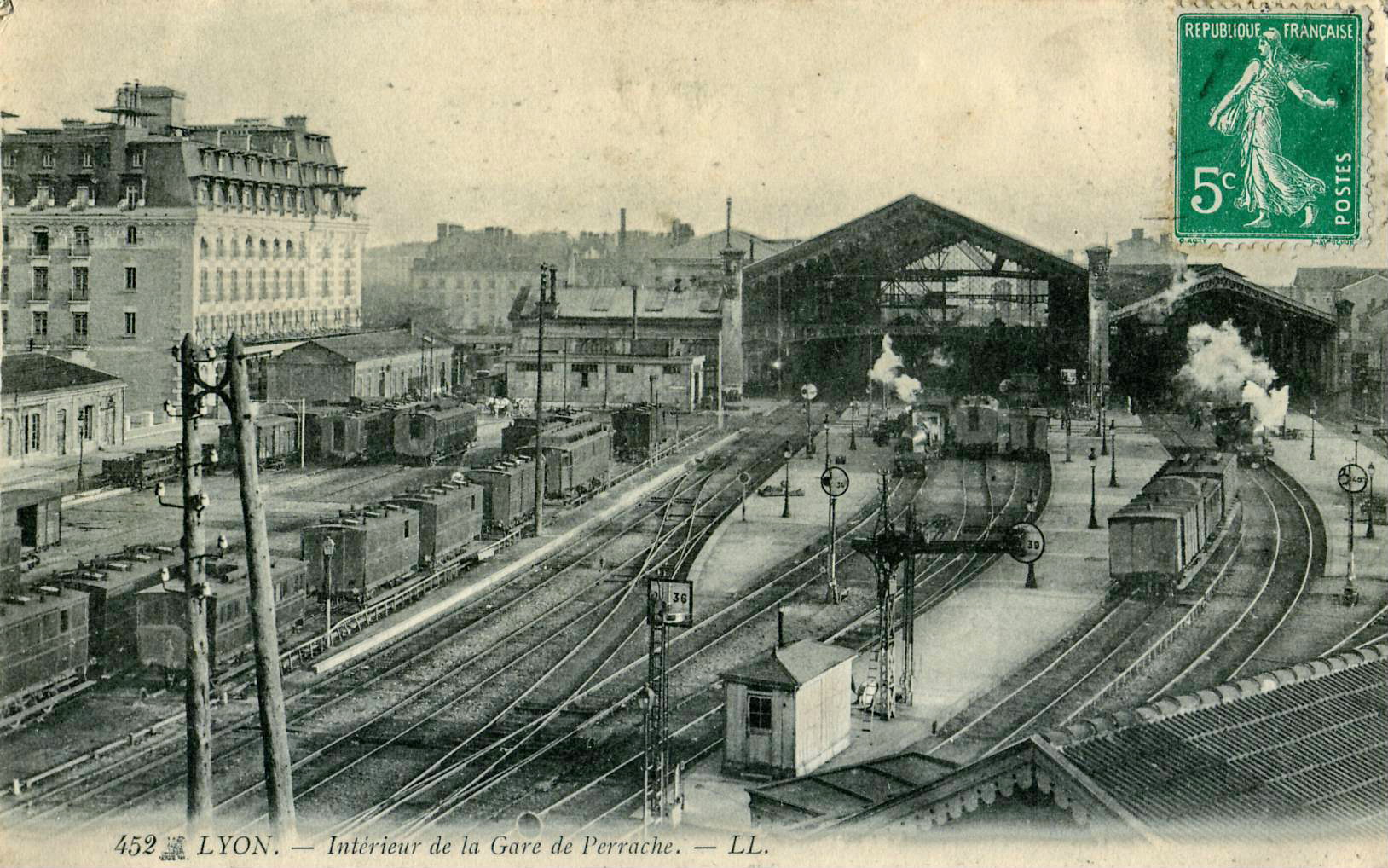
Gleisseite von Nordwesten, rechts die Halle Saint-Étienne, um 1910

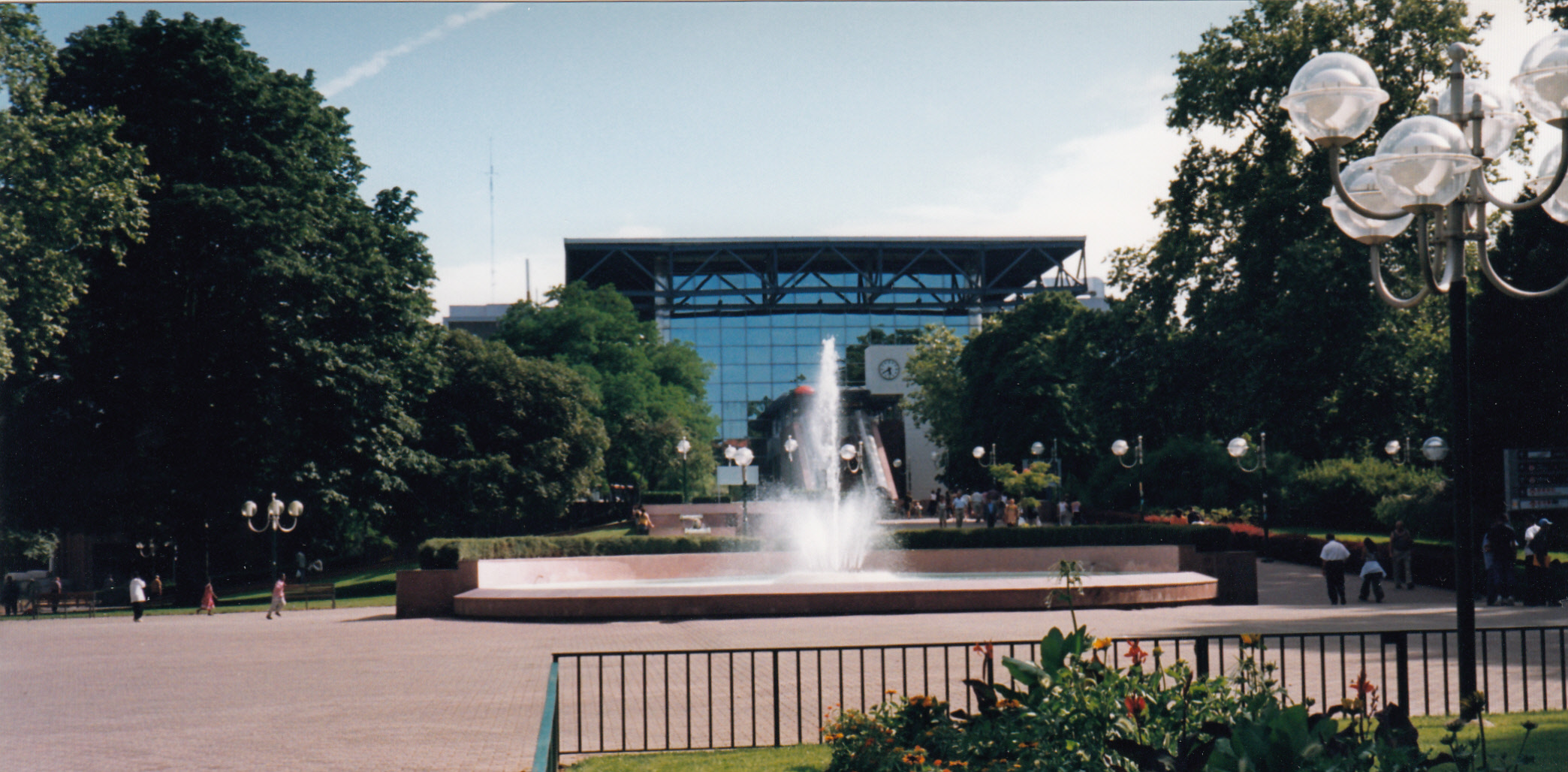
Centre d’échanges an der Nordseite des Empfangsgebäudes

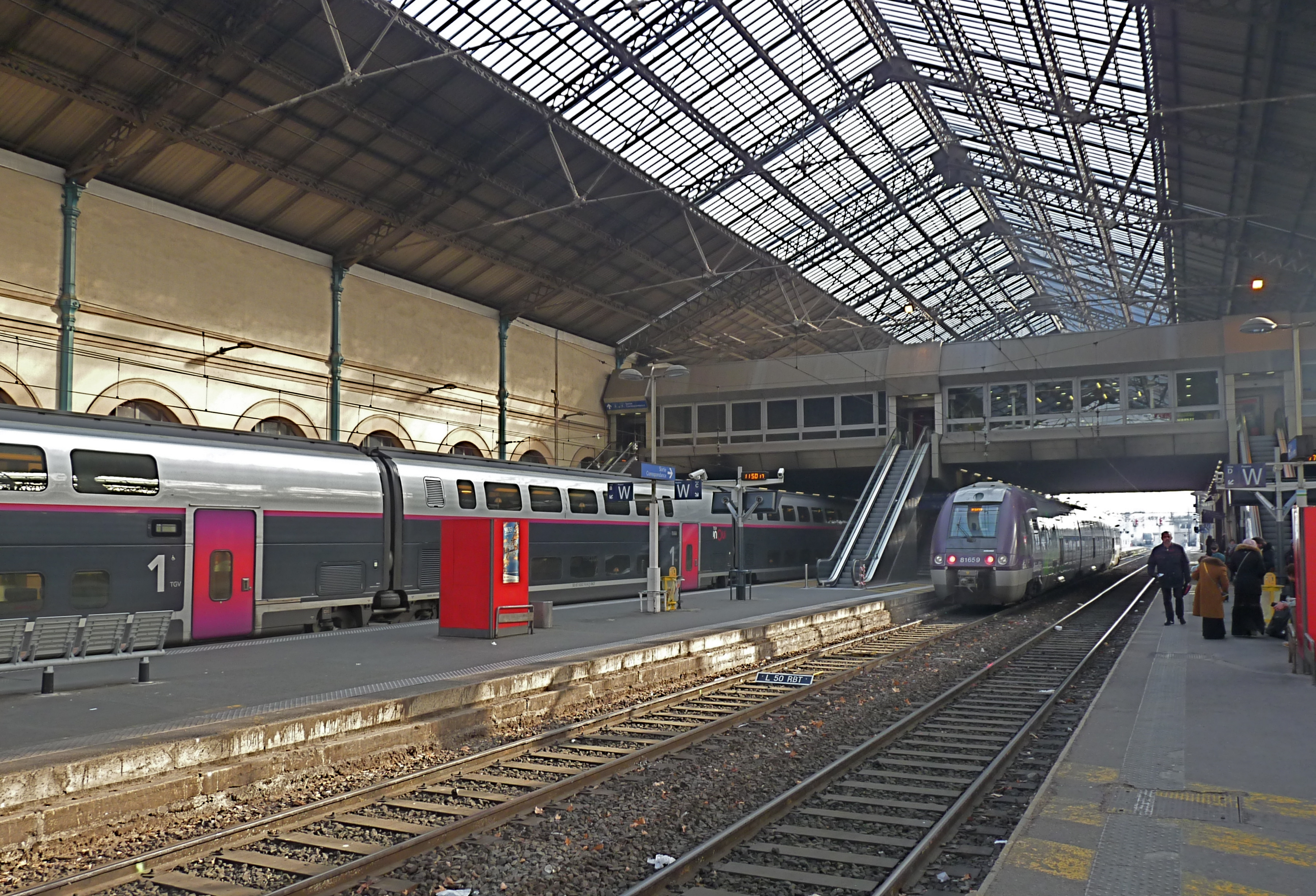
Bahnsteige und Übergang in der Haupthalle, links ein TGV Duplex, daneben ein Zweikrafttriebwagen der Baureihe B 81500

Am 12. November 1845 wurde seitens des zuständigen Ministeriums das Stadtviertel Perrache als Standort des zukünftigen Lyoner Bahnhofs bestimmt. Er wurde zwischen April 1855 und Juni 1857 vom Architekten François-Alexis Cendrier für die Compagnie du chemin de fer de Paris à Lyon (PL) errichtet. Aufgrund seiner zentralen Lage avancierte er zum Hauptbahnhof der Stadt und erhielt mit den Streckeneröffnungen nach Grenoble und Genf für den Personenverkehr die Funktion eines Knotenpunkts. Als solcher bedurfte er bald zusätzlicher Gleise und einer Vergrößerung des Empfangsgebäudes, wofür es bereits 1863 erste Vorschläge gab. Der Güterverkehr konzentrierte sich hingegen nach der Eröffnung des Caluire-Tunnels auf die Bahnhöfe Lyon-Brotteaux und Lyon-Saint-Clair.
Neben der ersten Bahnhofshalle von 1857 wurde 1890 die 25 m breite Halle Saint-Étienne errichtet und zwei Personentunnel zu den Bahnsteigen angelegt. In den Jahren 1913, 1921, 1922 und 1926 wurde das Empfangsgebäude erweitert. 1928/29 wurden die Hallen unterfangen und auf gemeinsame eiserne Pfeiler gestützt. Der Bau einer Auskragung auf der Südseite ermöglichte die Anlage von drei weiteren Gleisen und eines fünften Bahnsteigs.
1955 wurde für die Handelsmesse Foire de Lyon ein Empfangspavillon gebaut und 1976 nördlich des Empfangsgebäudes mit dem Centre d’échanges ein Umsteigepunkt eröffnet, der zunächst neben einem Parkhaus eine Autobahnanschlussstelle und einen Busbahnhof umfasste. 1978 erhielt das Centre d’échanges Anschluss an das U-Bahn-Netz der Stadt und ist seitdem Ausgangspunkt deren Linie A. 1980/81 wurde der über die Gleise führende Fußgängersteg beidseitig, dabei durch das Empfangsgebäude hindurch zum Centre d’échanges, verlängert. Um den bislang notwendigen Fahrtrichtungswechsel der Züge von und nach Saint-Étienne zu vermeiden, entstanden im Jahr 2000 in Nord-Süd-Richtung neue Gleise und Bahnsteige.
2001 kam eine Straßenbahnhaltestelle einschließlich einer Endschleife hinzu, 2005 wurde die Straßenbahnlinie T1 unter dem Viadukt des Bahnhofs hindurch in Richtung Südspitze der Halbinsel verlängert.

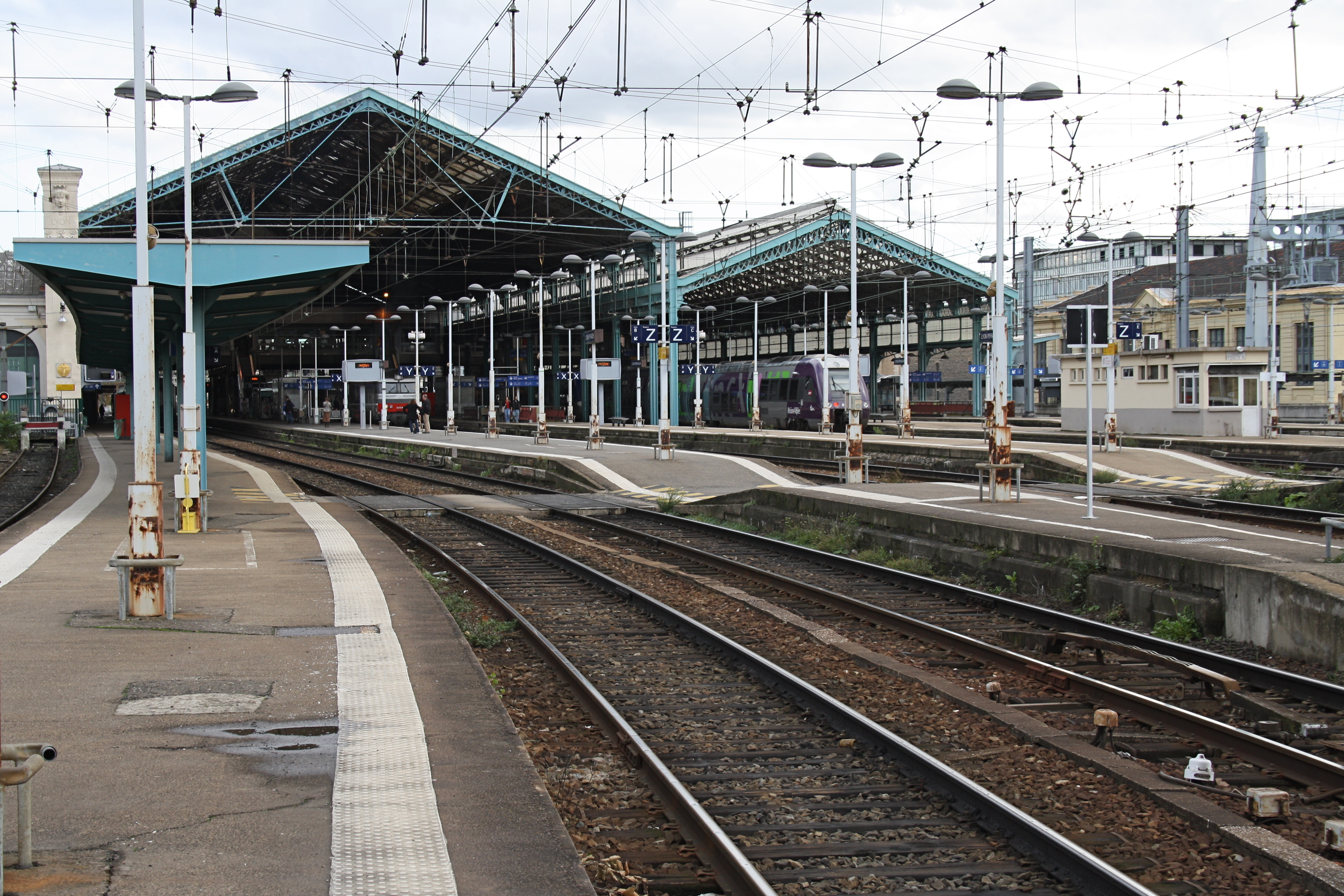
Hallen und Fernbahnsteige, Ansicht von Westen
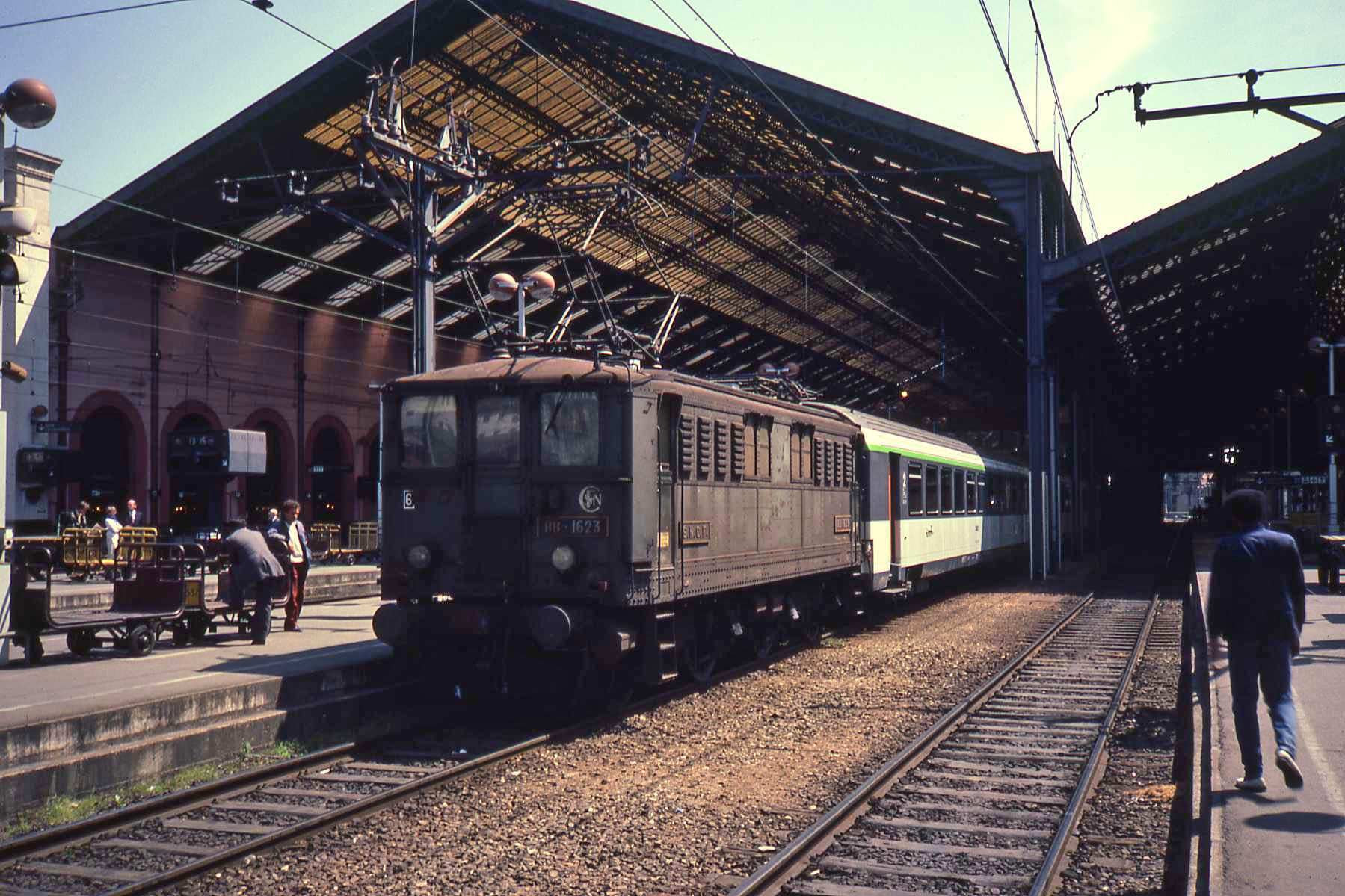
BB 1623 vor Corail-Reisezugwagen in der Haupthalle, 1984
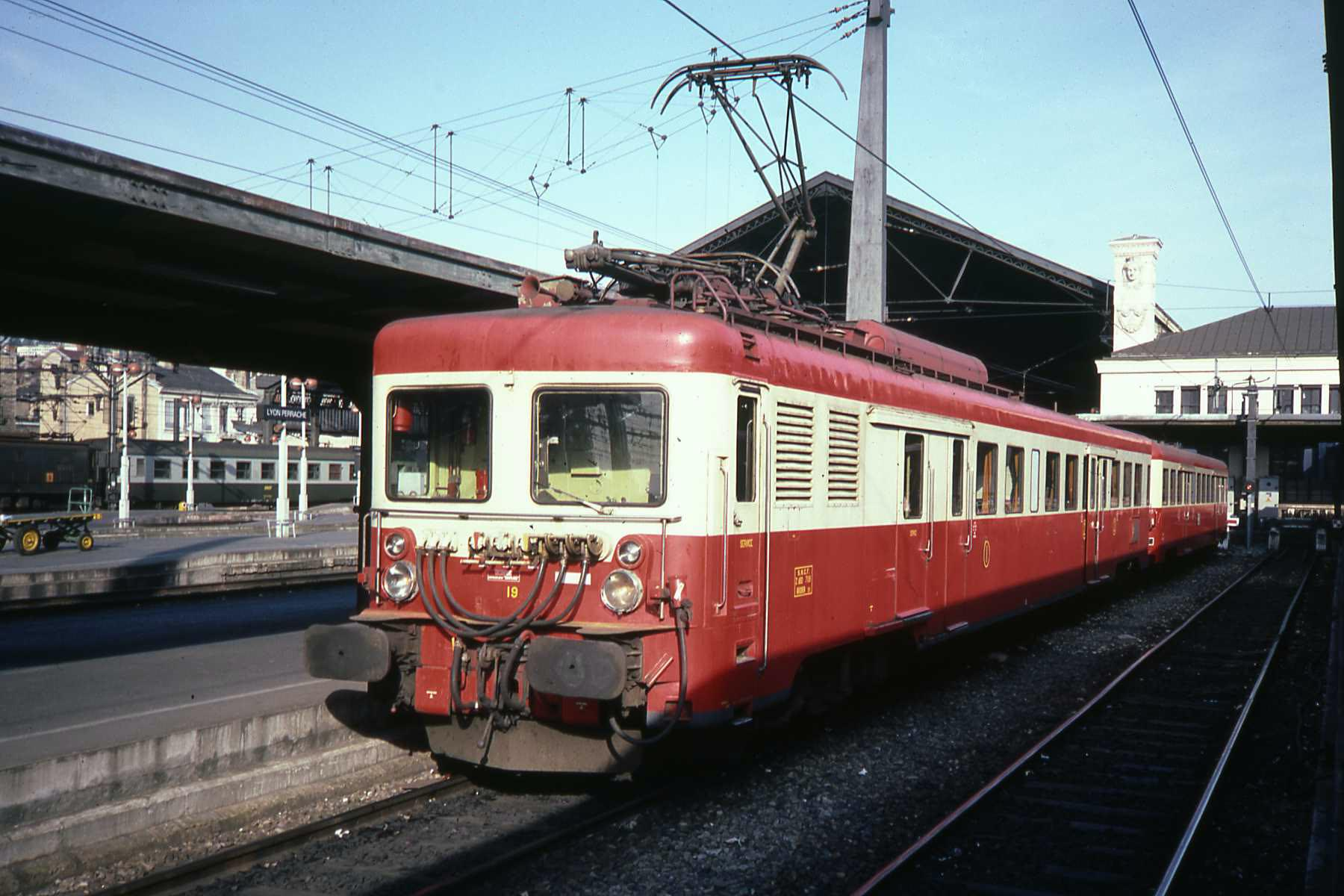
Triebwagen der Baureihe Z 7100 an den östlichen Stumpfgleisen, 1984
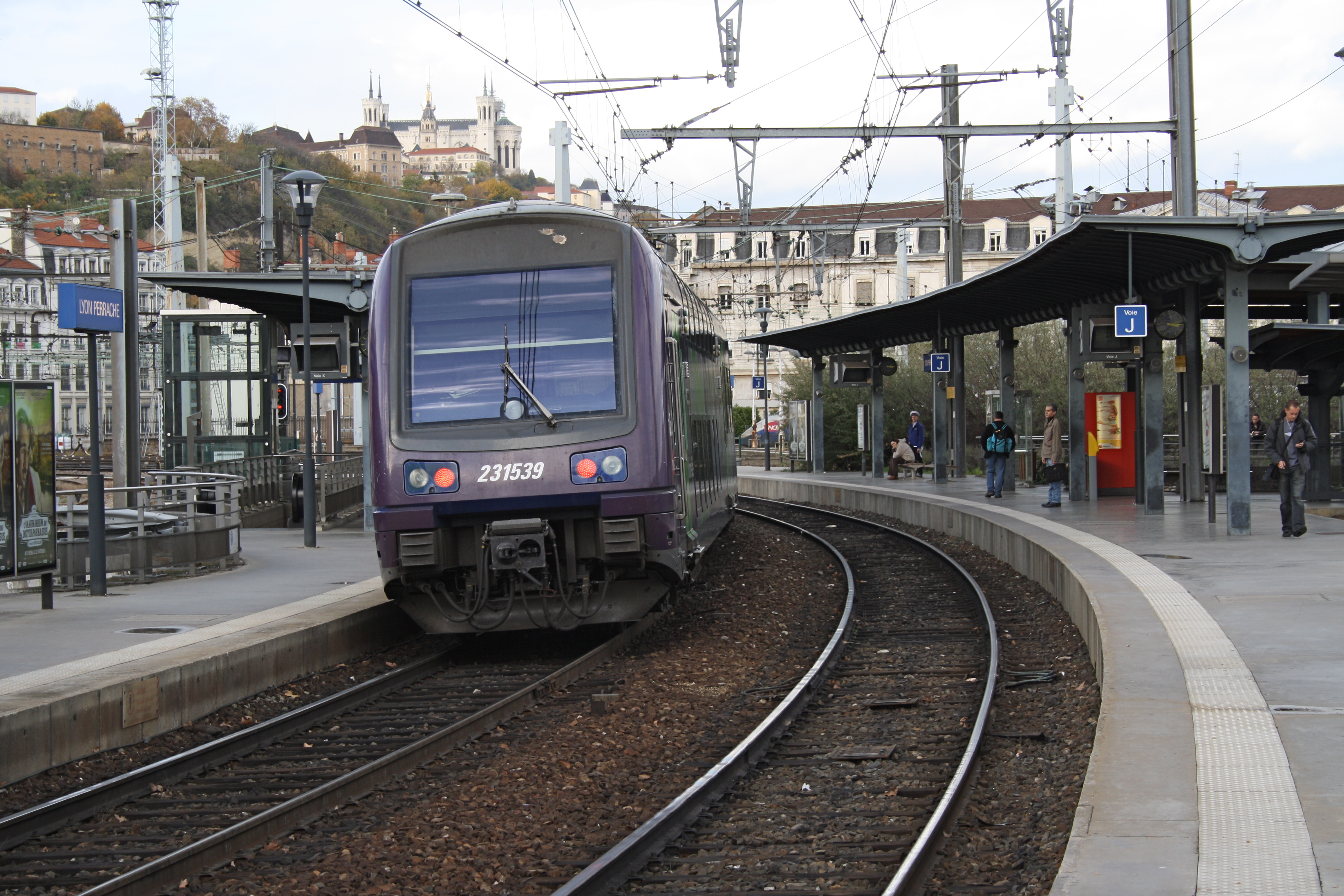
Doppelstocktriebwagen an den Nord-Süd-Bahnsteigen aus dem Jahr 2000

## Verkehr

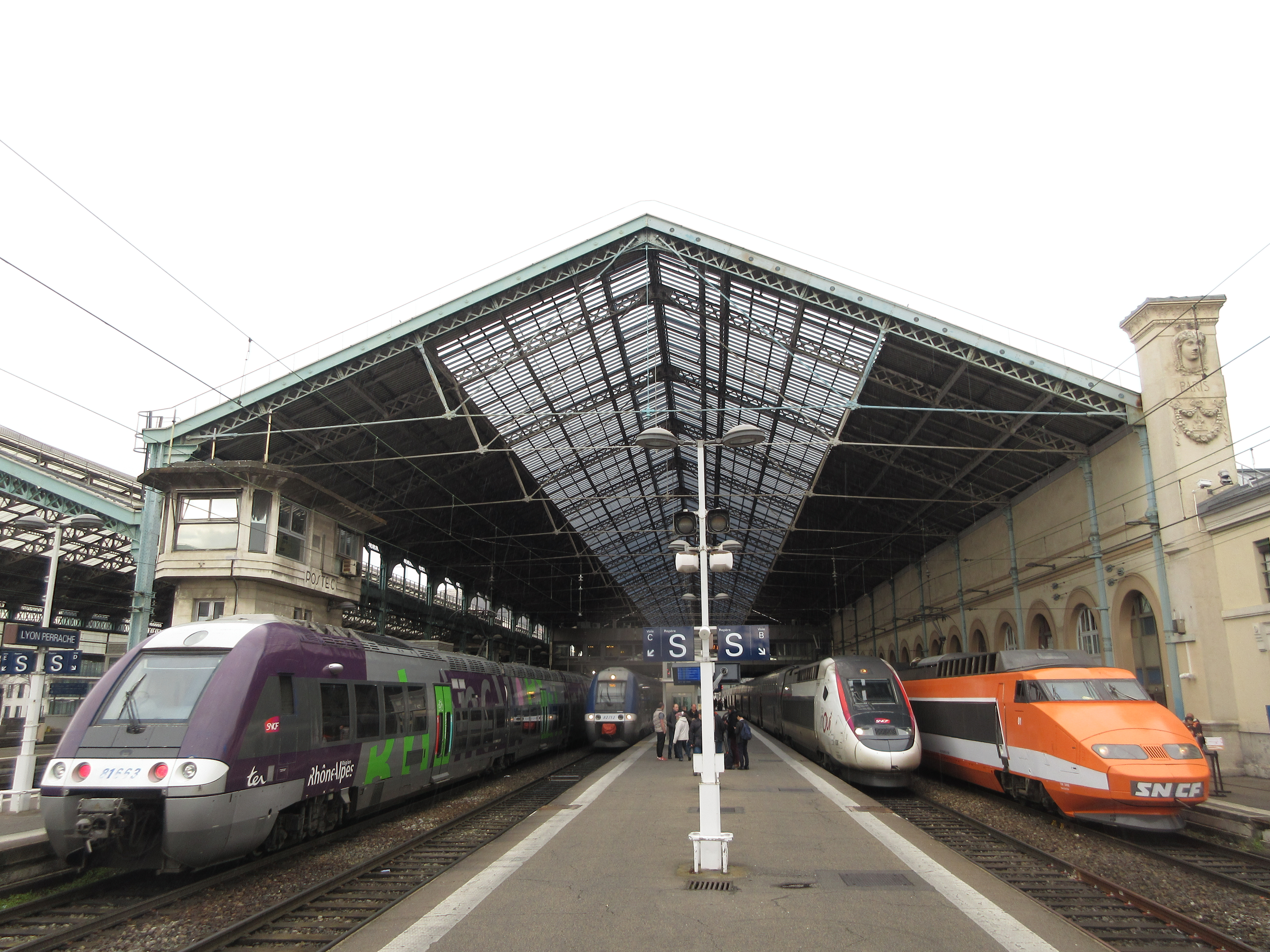
Haupthalle von Osten, rechts ein TGV „inOui“ und einer der ersten Generation in ursprünglicher oranger Farbgebung

In den 1950er-Jahren wurde unter anderem der Schnellzug Mistral eingeführt, der Paris über Lyon-Perrache und Avignon (heute Avignon-Centre) mit Marseille-Saint-Charles verband und für die schnellste Verbindung zwischen Südfrankreich und der Hauptstadt sorgte.
Am 27. Oktober 1981 wurde am Bahnhof Perrache das TGV-Zeitalter eingeläutet, er wurde Endpunkt der Schnellfahrstrecke LGV Sud-Est aus Paris. Doch nur zwei Jahre später nahm seine Bedeutung rapide ab, als im Osten der Stadt der Bahnhof Part-Dieu eröffnet wurde. Die meisten TGV-Verbindungen wurden zum neuen Bahnhof verlagert; bis heute verblieben in Perrache nur endende und beginnende Verbindungen von und nach Paris, die in Part-Dieu ebenfalls halten.
Seit 1983 hat seine verkehrstechnische Bedeutung stark abgenommen, trotzdem wird er weiterhin von einigen TGV-Zügen am Tag bedient. Früher besaß er mit dem TEE Mont-Cenis gar eine internationale Verbindung nach Turin und Mailand – die als Ersatz eingeführten TGV-Züge fahren heute über den Flughafenbahnhof Lyon-Saint-Exupéry TGV. Die internationalen Direktverbindungen des Bahnhofs Perrache beschränken sich auf die Regionalexpresszüge zum Bahnhof Cornavin in Genf.

### Eisenbahn

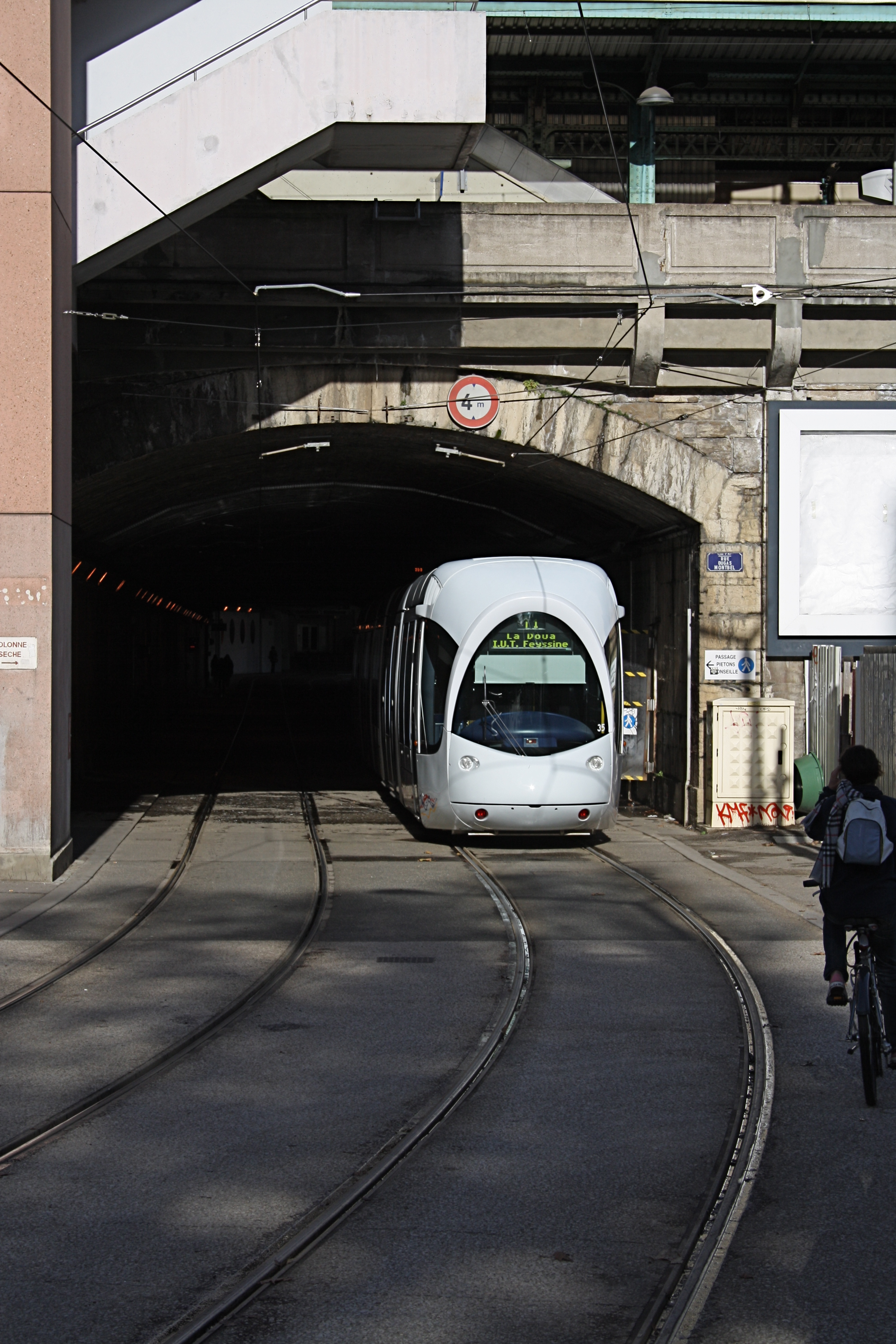
Straßenbahntunnel unter dem Bahnhof mit Zug der Straßenbahnlinie T1

Neben TGV-Verbindungen existieren auch Intercités-Verbindungen, zudem ist der Bahnhof Lyon-Perrache ein wichtiger Regionalknoten.
- TGV Lyon-Perrache–Lyon Part-Dieu–Paris/Nantes/Rennes/Brüssel/Nancy
- Intercités Nantes–Lyon-Perrache

Der TER Rhône-Alpes verbindet den Bahnhof mit Genf, Grenoble, Saint-Etienne, Evian und Bourg-en-Bresse.
Seit 2021 betreibt Trenitalia France drei Zugpaare zwischen Lyon-Perrache und Paris-Gare de Lyon mit Frecciarossa 1000.

### Stadtverkehr
Der neben dem Bahnhof in den 1970er-Jahren erstellte Nahverkehrsknoten ist mit zahlreichen Linien diverser Verkehrssysteme erschlossen.
Nebst 14 Buslinien bedienen auch die Metrolinie A und die Straßenbahnlinien T1 und T2 den Bahnhof Perrache. Die Linie T1 verkehrt umsteigefrei zum Bahnhof Part-Dieu.